# Киријум
Киријум (Cm, лат. curium) хемијски је елемент из групе актиноида. Име је добио по презимену Марије Склодовске-Кири и Пјера Кирија. Киријум је хемијски веома активан, разлаже воду, и његова хемијска активност је слична мангану. Киријум се обично јавља са оксидационим бројем + IV. Соли киријума су растворљиве у води. Гради растворљиве нитриде, нитрите, сулфиде, сулфите, хлориде, бромиде, нерастворљива једињења са угљеником силицијумом и фосфором. У природи се јавља у количинама приближно истим као калифорнијум. Целокупна количина киријума на Земљи износи 0,0001 грама. Киријум настаје бомбардовањем плутонијума 241 хелијумом 4. Гради јон 2+. Овај јон је врло јако редукционо средство. Оксидује злато, јод, бром, хлор, сумпор као и многе метале.

## Историја
Киријум је током 1944. године открио Глен Т. Сиборг са својим сарадницима Ралф А. Џејмсом и Албертом Гиорсом. Они су у серији експеримената користили су 60-инчни циклотрон на Универзитету Калифорније у Берклију. Након нептунијума и плутонијума, био је то трећи трануранијски елемент откривен након 1940. године. Његова синтеза десила се много пре него што је синтетизиран елемент који се у периодном систему налази једно мјесто пре киријума, америцијум.
За добијање новог елемента кориштени су претежно оксиди полазних елемената. У том процесу, најпре се раствор плутонијум-нитрата (и то изотопа 239Pu) наносио на фолију начињену од платине, површине око 0,5 cm2. Након тога раствор је испаравао а остатак се жарио до настанка оксида (PuO2). Након бомбардовања узорка у циклотрону, он се растварао са азотном киселином те поновно помоћу концентрованог воденог раствора амонијум хидроксида да би се исталожио у виду хидроксида. Остатак се растварао у перхлорној киселини. Даљњи ток одвајања следио је помоћу јонских измењивача. У низу експеримената настајала су два различита изотопа: 242 и 240.
Први изотоп 242 добијен је у јулу/аугусту 1944. након бомбардирања узорка 239 алфа-честицама. При томе је у такозваној (α,n)-реакцији настајао жељени изотоп и један неутрон:
{\displaystyle \mathrm {^{239\!\,}_{\ 94}Pu\ +\ _{2}^{4}He\ \longrightarrow \ _{\ 96}^{242}Cm\ +\ _{0}^{1}n} }
Несумњива идентификација новог елемента извршена је на основу карактеристичних нивоа енергије емитованих алфа-честица при распаду. Време полураспада тих алфа-распада првобитно је процењено на око 150 дана (162,8 дана по актуелним подацима).
{\displaystyle \mathrm {^{242}_{\ 96}Cm\ \longrightarrow \ _{\ 94}^{238}Pu\ +\ _{2}^{4}He} }
Други, краткоживећи изотоп 240, који је такође настао бомбардовањем плутонијума 239 алфа-честицама, откривен је тек касније у марту 1945. године:
{\displaystyle \mathrm {^{239}_{\ 94}Pu\ +\ _{2}^{4}He\ \longrightarrow \ _{\ 96}^{240}Cm\ +\ 3\ _{0}^{1}n} }
Време полураспада овог изотопа најпре је процењено на 26,7 дана (док је према актуелним подацима измерено 27 дана).
Због Другог светског рата који је тада трајао, откриће новог елемента није одмах објављено. За постојање овог елемента јавност је сазнала на необичан начин: у америчкој радио емисији Квиз Кидс, 11. новембра 1945. један од млађих слушалаца упитао је чувеног Глена Сиборга који је том приликом био гост, да ли је током Другог светског рата у склопу истраживања нуклеарног оружја откривен неки нови елемент. Сиборг је потврдно одговорио на питање и тиме је истовремено открио и постојање елемента са следећим најмањим атомским бројем, америцијума. Ова објава десила се пре званичног извештаја поднесеног на симпозију Америчког хемијског друштва.
Откриће киријума (изотопа 242 и 240Cm), његово добијање и једињења касније су патентирани под називом Елемент 96 и њихове композиције, при чему се као проналазач појављује само Глен Т. Сиборг. Име киријум изабрано је аналогно имену елемента гадолинијума, металу ретких земаља, који се у периодном систему елемената налази тачно изнад киријума. Одабиром имена указана је част брачном пару Пјер и Марија Кири, чији је научни рад био кључна прекретница у истраживању радиоактивности. Тиме је настављен тренд давања имена гадолинијума, који је такође добио име по познатом истраживачу ретких земаља, Јохану Гадолину.
Прве мерљиве количине овог елемента сачинили су Луис Б. Вернер и Исадор Перлман 1947. у облику хидроксида. Радило се о 40 μg изотопа 242 који је настао бомбардовањем изотопа америцијума 241. У елементарном облику добијен је тек 1951. реакцијом редукције киријум(III) флуорида са баријумом.

## Особине
У периодном систему, киријум са атомским бројем 96 налази се у групи актиноида, његов претходник је америцијум, а наредни елемент је берклијум. Његов аналог у групи лантаноида је гадолинијум.

### Физичке
Киријум је вештачки, радиоактивни метал. Доста је тврд, а по изгледу је сребрнасто-бео слично као и гадолинијум, његов аналог међу лантаноидима. И под другим физичким и хемијским особинама, киријум му доста наликује. Његова тачка топљења износи 1340 ° што је знатно више него код претходних трансуранијских елемената: нептунијума (637 °), плутонијума (639 °) и америцијума (1173 °). У поређењу с претходним, гадолинијум се топи при 1312 °. Тачка кључања киријум износи 3110 °.
При стандардним условима температуре и притиска киријум постоји само у облику α-Cm алотропске модификације. Кристализује се у хексагоналном кристалном систему у просторној групи  са параметрима решетке a = 365 pm и c = 1182 pm као и четири формулске јединице по елементарној ћелији. Кристална структура састоји се из двоструког хексагоналног, кугластог густог паковања где се слојеви ређају по редоследу ABAC па је према томе изотип структуре лантана α-La.
При притиску изнад 23 , α-Cm прелази у β-Cm. Бета модификација се кристализује у кубичном кристалном систему у просторној групи {\displaystyle \scriptstyle {\overline {\mathbb {3} }}} са параметром решетке a = 493 pm, што одговара кубној површинско-центрираној решетки (fcc) односно кубној густо пакованој кугластој решетки са редоследом ABC.
Флуоресценција побуђених Cm(III) јона адекватно је дуговечна, да би се искористила за ласерску спектроскопију флуоресценцијом. Дуго трајање флуоресценције вероватно је узроковано великом енергетском празнином између основног стања  и првог побуђеног стања . То омогућава циљану детекцију једињења киријума, јер након одређеног времена краткотрајни процеси флуоресценције других металних јона и органских супстанци почињу бледити.

### Хемијске
Најстабилније оксидационо стање киријума је +3. У неким једињењима понекад се може јавити и у оксидационом стању +4. У хемијском смислу доста је сличан америцијуму и многим лантаноидима. У разблаженим воденим растворима, јон  је безбојан а јон Cm4+ светло жут. У јаче концентрованим растворима, и јон  је такође светло жут.
Јони киријума спадају у јаке Луисове киселине, због чега најстабилније комплексе гради са јаким базама. При томе грађење комплекса садржи врло низак удео ковалентне везе и углавном се заснива на Јонској вези. У својим особинама комплексирања, киријум се разликује од раније откривених актиноида попут торијума и уранијума, а и по томе веома наликује на лантаноиде.

### Изотопи
Киријум нема нити један стабилан изотоп већ су му сви радиоактивни. До данас је познато двадесет изотопа и седам нуклеарних изомера овог елемента између 233 и 252. Најдуже време полураспада имају 247Cm које износи 15,6 милиона година, те 248Cm са 348 хиљада година. Осим њих, изотопи са нешто дужим временима полураспада су 245Cm (8.500 година), 250Cm (8.300 година) и 246Cm (4.760 година). При томе је изотоп 250Cm донекле посебан јер се његов радиоактивни распад претежно (око 86%) састоји из спонтаног распада. Изотопи киријума који се технички најчешће користе су 242Cm са временом полураспада од 162,8 дана и 244Cm са 18,1 година.
Попречни пресеци за индукован распад путем термичких неутрона износе: за 242Cm око 5 , 243, 244, 245, 246, 247Cm 82 b и за 248Cm 0,36 b. Ово одговара правилу, према којем се већина трансуранијских нуклида са непарним бројем неутрона „термички лако цепа”.